# Edificios Pontalba
Los edificios Pontalba forman dos lados de Jackson Square en el barrio francés de Nueva Orleans, Luisiana. Son edificios de cuatro pisos, de una cuadra de largo, de ladrillo rojo, construidos entre 1849 y 1851 por la baronesa Micaela Almonester Pontalba. Las plantas bajas albergan tiendas y restaurantes; y los pisos superiores son apartamentos que, según se dice, son los apartamentos de alquiler continuo más antiguos de los Estados Unidos.

## Historia y descripción
La baronesa Pontalba, una mujer de negocios consumada, invirtió en bienes raíces, comprando la tierra en los lados río arriba y río abajo de la Place d'Armes. Construyó dos edificios de casas adosadas de estilo parisino entre 1849 y 1851, a un costo de más de 300,000 $. Los edificios incluyen la primera instancia registrada en la ciudad del uso de "galerías" de hierro fundido, que establecieron una moda que pronto se convirtió en la característica más destacada de la arquitectura residencial de la ciudad. Los paneles de hierro fundido en la balaustrada del primer piso muestran sus iniciales, 'AP', entrelazadas en el diseño.
El edificio que da a la Rue St. Peter, río arriba de Jackson Square, es el Pontalba superior. El edificio del otro lado, frente a la Rue St. Ann, es el edificio Pontalba inferior.
La baronesa Pontalba murió en Francia en 1874 y la familia Pontalba retuvo la propiedad de los edificios hasta la década de 1920; pero no se interesaron por las casas adosadas, por lo que cayeron en mal estado. Los herederos vendieron el edificio inferior al filántropo local William Ratcliffe Irby, quien a su vez legó la propiedad al Museo del Estado de Luisiana . Los líderes cívicos locales adquirieron el edificio superior, que vendieron a una fundación en 1930, la Asociación de Museos de Construcción de Pontalba. La fundación entregó el edificio superior a la ciudad de Nueva Orleans, que lo posee desde la década de 1930.
Según Christina Vella, historiadora de la Europa moderna, los edificios Pontalba no fueron los primeros edificios de apartamentos de los EE. UU. actuales, como suele creerse. Originalmente se construyeron como casas adosadas, no como apartamentos de alquiler. Las casas adosadas se convirtieron en apartamentos durante las renovaciones de la década de 1930, durante la Gran Depresión.
En el cuento "Hidden Gardens", Truman Capote los describe como "los edificios de apartamentos más antiguos, en cierto modo, los más sombríamente elegantes de Estados Unidos, los edificios Pontalba".
Fueron declarados Monumento Histórico Nacional en 1974 por su arquitectura temprana y distintiva.